# 제4차 아베 신조 내각 (제1차 개조)
제4차 아베 신조 제1차 개조내각(일본어: 第4次安倍晋三第1次改造内閣)은 중의원 의원, 자유민주당 총재 아베 신조가 제98대 내각총리대신으로 임명되어, 2018년 10월 2일부터 2019년 9월 11일까지 존재한 일본의 내각이다.
자유민주당과 공명당의 연립 내각이다.

## 국무대신
- 2018년 10월 2일 임명

| 직책 | 성명              | 성명 | 소속                                         | 특명 담당 사항                                                                                                   | 비고                         |
| --- | ----------------- | ---- | -------------------------------------------- | --- | ---------------------------- |
| 내각총리대신 | 아베 신조         |      | 중의원 자유민주당 (호소다파)                 | | 자유민주당 총재              |
| 부총리 재무대신 내각부 특명담당대신 (금융 담당)                                                                 | 아소 다로         |      | 중의원 자유민주당 (아소파)                   | 디플레이션 탈출 담당 내각총리대신 임시 대리 취임 순위 제1위(부총리)                                              | 유임                         |
| 총무대신 내각부 특명담당대신 (마이넘버 제도 담당)                                                               | 이시다 마사토시   |      | 중의원 자유민주당 (무파벌)                   | | 첫 입각                      |
| 법무대신 | 야마시타 다카시   |      | 중의원 자유민주당 (이시바파) (다니가키 그룹) | | 첫 입각                      |
| 외무대신 | 고노 다로         |      | 중의원 자유민주당 (아소파)                   | 내각총리대신 임시 대리 취임 순위 제4위(2019년 4월 11일까지) 취임 순위 제5위(2019년 4월 11일 이후)                | 유임                         |
| 문부과학대신 | 시바야마 마사히코 |      | 중의원 자유민주당 (호소다파)                 | 교육 재생 담당 국립국회도서관 연락조정위원회 위원                                                                | 첫 입각                      |
| 후생노동대신 | 네모토 다쿠미     |      | 중의원 자유민주당 (기시다파)                 | 일하는 방식 개혁 담당 내각총리대신 임시 대리 취임 순위 제5위(2019년 4월 11일까지)                                | 재입각                       |
| 농림수산대신 | 요시카와 다카모리 |      | 중의원 자유민주당 (니카이파)                 | | 첫 입각                      |
| 경제산업대신 내각부 특명담당대신 (원자력 손해배상· 폐로 등 지원 기구 담당)                                      | 세코 히로시게     |      | 참의원 자유민주당 (호소다파)                 | 산업 경쟁력 담당 러시아 경제 분야 협력 담당 원자력 경제 피해 담당 2025년 세계 박람회 담당(2018년 12월 21일 이후) | 유임                         |
| 국토교통대신 | 이시이 게이이치   |      | 중의원 공명당                                | 물순환 정책 담당                                                                                                 | 유임                         |
| 환경대신 내각부 특명담당대신 (원자력 방재 담당)                                                                 | 하라다 요시아키   |      | 중의원 자유민주당 (아소파)                   | | 첫 입각                      |
| 방위대신 | 이와야 다케시     |      | 중의원 자유민주당 (아소파)                   | | 첫 입각                      |
| 내각관방장관 | 스가 요시히데     |      | 중의원 자유민주당 (무파벌)                   | 오키나와 기지 부담 경감 담당 납치 문제 담당 내각총리대신 임시 대리 취임 순위 제2위                               | 유임                         |
| 부흥대신 | 와타나베 히로미치 |      | 중의원 자유민주당 (다케시타파)               | 후쿠시마 원자력 발전 사고 재생 총괄 담당                                                                         | 첫 입각                      |
| 국가공안위원회 위원장 내각부 특명담당대신 (방재 담당)                                                           | 야마모토 준조     |      | 참의원 자유민주당 (호소다파)                 | 국토강인화 담당                                                                                                  | 첫 입각                      |
| 내각부 특명담당대신 (저출산 대책 담당) (오키나와 및 북방 대책 담당) (소비자 및 식품 안전 담당) (해양 정책 담당) | 미야코시 미쓰히로 |      | 중의원 자유민주당 (기시다파)                 | 1억 총활약 담당 행정개혁 담당 국가 공무원 제도 담당 영토 문제 담당                                               | 첫 입각                      |
| 내각부 특명담당대신 (쿨 재팬 전략 담당) (지적 재산 전략 담당) (과학 기술 정책 담당) (우주 정책 담당)            | 히라이 다쿠야     |      | 중의원 자유민주당 (기시다파)                 | 정보통신기술(IT) 정책 담당                                                                                       | 첫 입각                      |
| 내각부 특명담당대신 (경제 재정 정책 담당)                                                                       | 모테기 도시미쓰   |      | 중의원 자유민주당 (다케시타파)               | 경제 재생 담당 전세대형 사회보장개혁 담당 내각총리대신 임시 대리 취임 순위 제3위                                 | 유임                         |
| 내각부 특명담당대신 (지방 창생 담당) (규제 개혁 담당) (남녀 공동 참가 담당)                                     | 가타야마 사쓰키   |      | 참의원 자유민주당 (니카이파)                 | 마을·사람·일 창생 담당 여성 활약 담당                                                                            | 첫 입각                      |
| 국무대신 | 사쿠라다 요시타카 |      | 중의원 자유민주당 (니카이파)                 | 도쿄 올림픽·패럴림픽 경기 대회 담당                                                                              | 첫 입각 2019년 4월 11일 면직 |
| 국무대신 | 스즈키 슌이치     |      | 중의원 자유민주당 (아소파)                   | 도쿄 올림픽·패럴림픽 경기 대회 담당 내각총리대신 임시 대리 취임 순위 제4위                                       | 재입각 2019년 4월 11일 임명  |

## 내각관방부장관·내각법제국 장관
- 2018년 10월 2일 임명

| 직책            | 성명              | 주요 경력                     | 비고                |
| --------------- | ----------------- | ----------------------------- | ------------------- |
| 내각관방부장관  | 니시무라 야스토시 | 중의원 / 자유민주당(호소다파) | 유임                |
| 내각관방부장관  | 노가미 고타로     | 참의원 / 자유민주당(호소다파) | 유임                |
| 내각관방부장관  | 스기타 가즈히로   | 민간(경찰청)                  | 내각인사국장 / 유임 |
| 내각법제국 장관 | 요코바타케 유스케 | 전 내각법제차장               | 유임                |

## 부대신
- 2018년 10월 4일 임명

| 직책            | 성명                | 소속                            | 비고                                               |
| --------------- | ------------------- | ------------------------------- | -------------------------------------------------- |
| 부흥 부대신     | 다치바나 게이이치로 | 중의원 / 자유민주당(무파벌)     |                                                    |
| 부흥 부대신     | 하마다 마사요시     | 참의원 / 공명당                 | 유임                                               |
| 부흥 부대신     | 쓰카다 이치로       | 참의원 / 자유민주당(아소파)     | 내각부, 국토교통 부대신 겸임 / 2019년 4월 5일 면직 |
| 부흥 부대신     | 마키노 다카오       | 참의원 / 자유민주당(다케시타파) | 내각부, 국토교통 부대신 겸임 / 2019년 4월 5일 임명 |
| 내각부 부대신   | 사토 아키라         | 중의원 / 자유민주당(기시다파)   |                                                    |
| 내각부 부대신   | 다나카 료세이       | 중의원 / 자유민주당(무파벌)     | 유임                                               |
| 내각부 부대신   | 나카네 가즈유키     | 중의원 / 자유민주당(호소다파)   |                                                    |
| 내각부 부대신   | 사토 유카리         | 중의원 / 자유민주당(니카이파)   | 총무 부대신 겸임                                   |
| 내각부 부대신   | 우키시마 도모코     | 참의원 / 공명당                 | 문부과학 부대신 겸임                               |
| 내각부 부대신   | 이소자키 요시히코   | 참의원 / 자유민주당(기시다파)   | 경제산업 부대신 겸임 / 재임명                      |
| 내각부 부대신   | 쓰카다 이치로       | 참의원 / 자유민주당(아소파)     | 부흥, 국토교통 부대신 겸임 / 2019년 4월 5일 면직   |
| 내각부 부대신   | 마키노 다카오       | 참의원 / 자유민주당(다케시타파) | 부흥, 국토교통 부대신 겸임 / 2019년 4월 5일 임명   |
| 내각부 부대신   | 아키모토 쓰카사     | 참의원 / 자유민주당(니카이파)   | 환경 부대신 겸임 / 유임                            |
| 내각부 부대신   | 하라다 겐지         | 중의원 / 자유민주당(누카가파)   | 방위 부대신 겸임                                   |
| 총무 부대신     | 스즈키 준지         | 중의원 / 자유민주당(호소다파)   |                                                    |
| 총무 부대신     | 사토 유카리         | 중의원 / 자유민주당(니카이파)   | 내각부 부대신 겸임                                 |
| 법무 부대신     | 히라구치 히로시     | 중의원 / 자유민주당(누카가파)   |                                                    |
| 외무 부대신     | 아베 도시코         | 중의원 / 자유민주당(아소파)     |                                                    |
| 외무 부대신     | 사토 마사히사       | 참의원 / 자유민주당(누카가파)   | 유임                                               |
| 재무 부대신     | 우에노 겐이치로     | 중의원 / 자유민주당(이시하라파) | 유임                                               |
| 재무 부대신     | 스즈키 게이스케     | 중의원 / 자유민주당(아소파)     |                                                    |
| 문부과학 부대신 | 나가오카 게이코     | 중의원 / 자유민주당(아소파)     |                                                    |
| 문부과학 부대신 | 우키시마 도모코     | 참의원 / 공명당                 | 내각부 부대신 겸임                                 |
| 후생노동 부대신 | 오구치 요시노리     | 중의원 / 공명당                 |                                                    |
| 후생노동 부대신 | 다카가이 에미코     | 참의원 / 자유민주당(호소다파)   |                                                    |
| 농림수산 부대신 | 오자토 야스히로     | 중의원 / 자유민주당(다니가키파) |                                                    |
| 농림수산 부대신 | 다카토리 슈이치     | 중의원 / 자유민주당(호소다파)   |                                                    |
| 경제산업 부대신 | 세키 요시히로       | 중의원 / 자유민주당(호소다파)   |                                                    |
| 경제산업 부대신 | 이소자키 요시히코   | 참의원 / 자유민주당(기시다파)   | 내각부 부대신 겸임                                 |
| 국토교통 부대신 | 오쓰카 다카시       | 중의원 / 자유민주당(누카가파)   |                                                    |
| 국토교통 부대신 | 쓰카다 이치로       | 참의원 / 자유민주당(아소파)     | 부흥, 내각부 부대신 겸임 / 2019년 4월 5일 면직     |
| 국토교통 부대신 | 마키노 다카오       | 참의원 / 자유민주당(다케시타파) | 부흥, 내각부 부대신 겸임 / 2019년 4월 5일 임명     |
| 환경 부대신     | 기우치 미노루       | 중의원 / 자유민주당(무파벌)     |                                                    |
| 환경 부대신     | 아키모토 쓰카사     | 참의원 / 자유민주당(니카이파)   | 내각부 부대신 겸임 / 유임                          |
| 방위 부대신     | 하라다 겐지         | 중의원 / 자유민주당(누카가파)   | 내각부 부대신 겸임                                 |

## 대신 정무관
- 2018년 10월 4일 임명

| 직책                | 성명              | 소속                          | 비고                             |
| ------------------- | ----------------- | ----------------------------- | -------------------------------- |
| 부흥대신 정무관     | 안도 히로시       | 중의원 / 자유민주당(아소파)   | 내각부대신 정무관 겸임           |
| 부흥대신 정무관     | 시라스카 다카키   | 중의원 / 자유민주당(호소다파) | 내각부, 문부과학대신 정무관 겸임 |
| 부흥대신 정무관     | 이시카와 아키마사 | 중의원 / 자유민주당(무파벌)   | 내각부, 경제산업대신 정무관 겸임 |
| 내각부대신 정무관   | 나가오 다카시     | 중의원 / 자유민주당(호소다파) |                                  |
| 내각부대신 정무관   | 마이타치 쇼지     | 참의원 / 자유민주당(이시바파) |                                  |
| 내각부대신 정무관   | 안도 히로시       | 중의원 / 자유민주당(아소파)   | 부흥대신 정무관 겸임             |
| 내각부대신 정무관   | 고가 유이치로     | 참의원 / 자유민주당(기시다파) | 총무대신 정무관 겸임             |
| 내각부대신 정무관   | 시라스카 다카키   | 중의원 / 자유민주당(호소다파) | 부흥, 문부과학대신 정무관 겸임   |
| 내각부대신 정무관   | 이시카와 아키마사 | 중의원 / 자유민주당(무파벌)   | 부흥, 경제산업대신 정무관 겸임   |
| 내각부대신 정무관   | 아다치 마사시     | 참의원 / 자유민주당(무파벌)   | 국토교통대신 정무관 겸임         |
| 내각부대신 정무관   | 간케 이치로       | 중의원 / 자유민주당(호소다파) | 환경대신 정무관 겸임             |
| 내각부대신 정무관   | 야마다 히로시     | 참의원 / 자유민주당(호소다파) | 방위대신 정무관 겸임             |
| 총무대신 정무관     | 오니시 히데오     | 중의원 / 자유민주당(호소다파) |                                  |
| 총무대신 정무관     | 구니시게 도루     | 중의원 / 공명당               |                                  |
| 총무대신 정무관     | 고가 유이치로     | 참의원 / 자유민주당(기시다파) | 내각부대신 정무관 겸임           |
| 법무대신 정무관     | 가도야마 히로아키 | 중의원 / 자유민주당(이시바파) |                                  |
| 외무대신 정무관     | 스즈키 노리카즈   | 중의원 / 자유민주당(누카가파) |                                  |
| 외무대신 정무관     | 쓰지 기요토       | 중의원 / 자유민주당(기시다파) |                                  |
| 외무대신 정무관     | 야마다 겐지       | 중의원 / 자유민주당(아소파)   |                                  |
| 재무대신 정무관     | 이사 신이치       | 중의원 / 공명당               |                                  |
| 재무대신 정무관     | 와타나베 미치타로 | 참의원 / 무소속(아소파)       | 2019년 4월 8일 면직              |
| 재무대신 정무관     | 미야지마 요시후미 | 참의원 / 자유민주당(호소다파) | 2019년 4월 8일 임명              |
| 문부과학대신 정무관 | 나카무라 히로유키 | 중의원 / 자유민주당(아소파)   |                                  |
| 문부과학대신 정무관 | 시라스카 다카키   | 중의원 / 자유민주당(호소다파) | 부흥, 내각부대신 정무관 겸임     |
| 후생노동대신 정무관 | 우에노 히로시     | 중의원 / 자유민주당(호소다파) | 2019년 8월 28일 면직             |
| 후생노동대신 정무관 | 신타니 마사요시   | 중의원 / 자유민주당(누카가파) |                                  |
| 농림수산대신 정무관 | 하마무라 스스무   | 중의원 / 공명당               |                                  |
| 농림수산대신 정무관 | 다카노 고지로     | 참의원 / 자유민주당(아소파)   |                                  |
| 경제산업대신 정무관 | 다키나미 히로후미 | 참의원 / 자유민주당(호소다파) |                                  |
| 경제산업대신 정무관 | 이시카와 아키마사 | 중의원 / 자유민주당(무파벌)   | 부흥, 내각부대신 정무관 겸임     |
| 국토교통대신 정무관 | 구도 쇼조         | 중의원 / 자유민주당(아소파)   |                                  |
| 국토교통대신 정무관 | 다나카 히데유키   | 중의원 / 자유민주당(무파벌)   |                                  |
| 국토교통대신 정무관 | 아다치 마사시     | 참의원 / 자유민주당(무파벌)   | 내각부대신 정무관 겸임           |
| 환경대신 정무관     | 가쓰마타 다카아키 | 중의원 / 자유민주당(니카이파) |                                  |
| 환경대신 정무관     | 간케 이치로       | 중의원 / 자유민주당(호소다파) | 내각부대신 정무관 겸임           |
| 방위대신 정무관     | 스즈키 다카코     | 중의원 / 자유민주당(누카가파) |                                  |
| 방위대신 정무관     | 야마다 히로시     | 참의원 / 자유민주당(호소다파) | 내각부대신 정무관 겸임           |

## 내각총리대신 보좌관
- 2018년 10월 2일 임명

| 직책 | 성명              | 소속                        | 비고 |
| --- | ----------------- | --------------------------- | ---- |
| 내각총리대신 보좌관 (고향 만들기 추진 및 농림수산물 수출 진흥 담당)                                                                   | 에토 다쿠         | 중의원 자유민주당(무파벌)   | 유임 |
| 내각총리대신 보좌관 (국가 안전 보장에 관한 중요 정책 담당)                                                                            | 소노우라 겐타로   | 중의원 자유민주당(아소파)   |      |
| 내각총리대신 보좌관 (교육 재생, 저출산, 기타 국정의 주요 과제 담당)                                                                   | 에토 세이이치     | 참의원 자유민주당(니카이파) | 유임 |
| 내각총리대신 보좌관 (국토강인화 및 부흥 등의 사회 자본 정비, 지방 창생, 건강·의료에 관한 성장 전략 및 과학 기술 이노베이션 정책 담당) | 이즈미 히로토     | 민간                        | 유임 |
| 내각총리대신 보좌관 (정책 기획 담당)                                                                                                  | 하세가와 에이이치 | 민간                        | 유임 |

## 세력 조견표
※ 내각 발족 당시 기준(전임 내각의 사무 인계는 제외)
※ 내각관방부장관(정무)는 부대신에 포함
※ 굵은 글씨는 자민당 5역
※ 유린카이 소속 의원은 다른 계보와 겸임하던 의원을 포함해 중·참의원 25명
※ 무소속으로 자민당 회파에 소속된 이노우에 요시유키(호소다파), 와타나베 미치타로(아소파)를 포함
※ 관례에 따라 형식적으로 파벌에서 이탈하는 내각총리대신, 중의원 및 참의원 의장, 당 간부는 파벌 소속 의원에 포함한다
| 명칭       | 세력 | 국무대신 | 부대신 | 정무관 | 보좌관 | 기타                                                                    |
| ---------- | ---- | -------- | ------ | ------ | ------ | ----------------------------------------------------------------------- |
| 호소다파   | 99   | 4        | 7      | 9      | 0      | 참의원 의장, 총재, 참의원 의원회장, 간사장 대행 국무대신: 6, 정무관: 11 |
| 아소파     | 61   | 4        | 4      | 6      | 1      | 중의원 의장, 선거대책위원장 국무대신: 6, 부대신·부장관: 6, 정무관: 7,   |
| 다케시타파 | 55   | 2        | 4      | 3      | 0      | 총무회장, 참의원 간사장 부대신·부장관: 5                                |
| 공명당     | 54   | 1        | 3      | 3      | 0      | 부대신·부장관: 4                                                        |
| 무파벌     | 52   | 2        | 3      | 3      | 1      | 국무대신: 3, 정무관: 6                                                  |
| 기시다파   | 48   | 3        | 2      | 2      | 0      | 정무조사회장 국무대신: 9, 부대신·부장관: 3, 정무관: 3                   |
| 니카이파   | 44   | 3        | 2      | 1      | 1      | 간사장 국무대신: 5, 부대신·부장관: 4                                    |
| 이시바파   | 20   | 1        | 0      | 2      | 0      |                                                                         |
| 유린카이   | 18   | 0        | 1      | 0      | 0      |                                                                         |
| 이시하라파 | 12   | 0        | 1      | 0      | 0      | 국회대책위원장                                                          |
| 민간       | -    | 0        | 0      | 0      | 2      |                                                                         |
| -          | 463  | 20       | 27     | 29     | 5      | 국무대신: 33, 부대신·부장관: 34, 정무관: 36                             |

### 주해
1. ↑  자유민주당 회파(교섭단체) 소속